# Bauformat Küchen
Die Bauformat Küchen Verwaltungsgesellschaft GmbH ist ein Einbauküchenhersteller mit Sitz in Löhne (Ostwestfalen).

## Beschreibung
Die Unternehmensgruppe Bauformat unter der Dachmarke Baumann group besteht neben der Muttergesellschaft aus der „Bauformat Küchen GmbH & Co. KG“ und „Burger Küchenmöbel GmbH“. Im Jahr 2018 erzielten Bauformat Küchen und Burger Küchenmöbel gemeinsam über 240 Mio. Euro Umsatz und sind somit in den Top 10 der deutschen Küchenmöbelhersteller.
Bauformat produziert zwei Produktlinien im Hochwertsegment: Bauformat und Bauformat CP (grifflose Küche). Derzeit werden über 60 Länder beliefert. Das Unternehmen beteiligt sich mit anderen ostwestfälischen Herstellern am Hausmessenverbund Küchenmeile A30.
Bauformat Küchen ist mit dem Gütesiegel „goldenen M“ der Deutschen Gütegemeinschaft Möbel ausgezeichnet.

## Geschichte
Im Jahr 1929 gründeten die vier Gebrüder Baumann in Löhne das Unternehmen „Gebrüder Baumann“. Unter den Brüdern befanden sich drei Tischler und ein Kaufmann. Es folgte 1954 die Gründung der Firma „Wilhelm Baumann“ mit ca. 30 Mitarbeitern. Die Produktreihe „bau-for-mat Einbauküche“ startete erstmals 1961.

Bauformat Küchen Werks- und Verwaltungsgebäude in Löhne

Burger Küchenmöbel Werks- und Verwaltungsgebäude in Burg (b. Magdeburg)

In den 1980er Jahren wurde das Unternehmen zu Bauformat umfirmiert. In dieser Zeit erzielte das Unternehmen 50 Mio. Euro Umsatz und beschäftigte 320 Mitarbeiter. Nach der deutschen Wiedervereinigung, im Jahr 1991, konnte Bauformat die Firma Burger Küchenmöbel von der Treuhand erwerben und weiterführen. Im Jahr 1998 wurde die Tochterfirma Badea gegründet, die Bäder herstellt. Anfangs produzierte das Unternehmen in Burg, seit 2016 findet die Produktion in Löhne statt.
Der heutige Inhaber Delf Baumann führt die Unternehmen seit 1996 inzwischen in der dritten Generation. Mittlerweile zählen die Unternehmen Bauformat Küchen und Burger Küchenmöbel 1.000 Mitarbeiter an zwei Standorten mit insgesamt 163.100 m² Produktionsfläche. Es werden täglich 650 Küchen und jährlich 140.000 Küchen produziert.